# Equity New Zealand
Die Equity New Zealand ist eine Gewerkschaft für Künstler der Unterhaltungsbranche in Neuseeland.

## Geschichte
Die Gewerkschaft wurde am 8. Oktober 2010 unter dem Namen Media, Entertainment & Arts Alliance (New Zealand) offiziell registriert und mit Wirkung vom 1. August 2018 in Equity New Zealand umbenannt.

## Gewerkschaft
Die Gewerkschaft konzentriert sich insbesondere auf die Tarifverhandlungen mit der Filmindustrie und arbeitet mit dem Equity New Zealand Board und der Equity Foundation zusammen. Mit letzteren entwickelt sie Programme, die den Künstlern Kompetenzentwicklung, Gemeinschaftsbildung und internationale Ausbildungsmöglichkeiten bietet. Die Gewerkschaft ist Mitglied im neuseeländischen Gewerkschaftsrat (New Zealand Council of Trade Unions), der australischen Media, Entertainment and Arts Alliance und der International Federation of Actors.

## Publikation
The Equity Magazine ist die Publikation der Gewerkschaft für ihre Mitglieder oder interessierten Personen.